# Krokodil (tidskrift)
Krokodil, ryska Крокодил, var en satirisk tidning i Sovjetunionen, grundad 1922. Tidningen blev den dominerande i sitt slag i Sovjetunionen. Den var uppkallad efter författaren Fjodor Dostojevskijs satiriska berättelse "Krokodilen".

## Historik
Krokodil gavs ut av förlaget Pravda i Moskva. Den samlade bidrag från framstående författare och tecknare och gisslade både västlig imperialism och bristerna i det sovjetiska samhället. Bland bidragsgivarna fanns Vladimir Majakovskij, Kukriniksij och Julij Ganf.
Satiren var ganska harmlös fram till 1985, och sedan blev tidningen ett mer radikalt forum för demokrati och med spetsa samhällskritik.
Senare ägs/ägdes tidningen av Literaturnaja Gazeta och kallade sig för undergroundtidning. 1998 hade den en upplaga på 60 000 exemplar.
Vid Sovjetunionens upplösning lades den ner som veckotidning men fortsatte i mindre skala.[källa behövs]. En ny utgåva publicerades 2005–06. Numera finns den endast[källa behövs] i en Internet-version.

## Motsvarigheter i andra republiker/stater
Motsvarigheter till Krokodil gavs under sovjettiden ut i alla sovjetrepubliker och i vissa autonoma sovjetrepubliker.
| Republik            | Titel                   | Översättning |
| ------------------- | ----------------------- | ------------ |
| Ukrainska SSR       | Перець (Perets)         | Peppar       |
| Vitryska SSR        | Вожык (Vozjyk)          | Igelkott     |
| Uzbekiska SSR       | Муштум (Musjtum)        | Näve         |
| Kazakiska SSR       | Ара                     | Humla        |
| Georgiska SSR       | ნიანგი                  | Krokodil     |
| Azerbajdzjanska SSR | Кирпи (Kirpi)           | Igelkott     |
| Litauiska SSR       | Šluota                  | Kvast        |
| Moldaviska SSR      | Кипэруш (Kiperusj)      | Peppar       |
| Lettiska SSR        | Dadzis                  | Kardborre    |
| Kirgiziska SSR      | Чалкан (Tjalkan)        | Nässla       |
| Tadzjikiska SSR     | Хорпуштак (Chorpusjtak) | Igelkott     |
| Armeniska SSR       | Ոզնի                    | Igelkott     |
| Turkmenska SSR      | Токмак (Tokmak)         | Klubba       |
| Estniska SSR        | Pikker                  | Pikker       |
| Basjkiriska ASSR    | Хэнэк (Chenek)          | Stämgaffel   |
| Tjuvasjiska ASSR    | Капкан (Kapkan)         | Fälla        |
| Komi ASSR           | Чушканзі (Tjusjkanzi)   | Geting       |
| Mari ASSR           | Пачемыш (Patjemysj)     | Geting       |
| Tatariska ASSR      | Чаян (Tjajan)           | Skorpion     |
| Udmurtiska ASSR     | Шӧкыч (Sjökytj)         | Bålgeting    |

Motsvarigheter till Krokodil fanns även i andra Comecon-stater. Exempel på dessa var Strsjel (Стършел, "Geting") i Bulgarien, Eulenspiegel i DDR, Urzică ("Nässla") i Rumänien och Dikobraz ("Piggsvin") i Tjeckoslovakien.